# Cratere Alexander

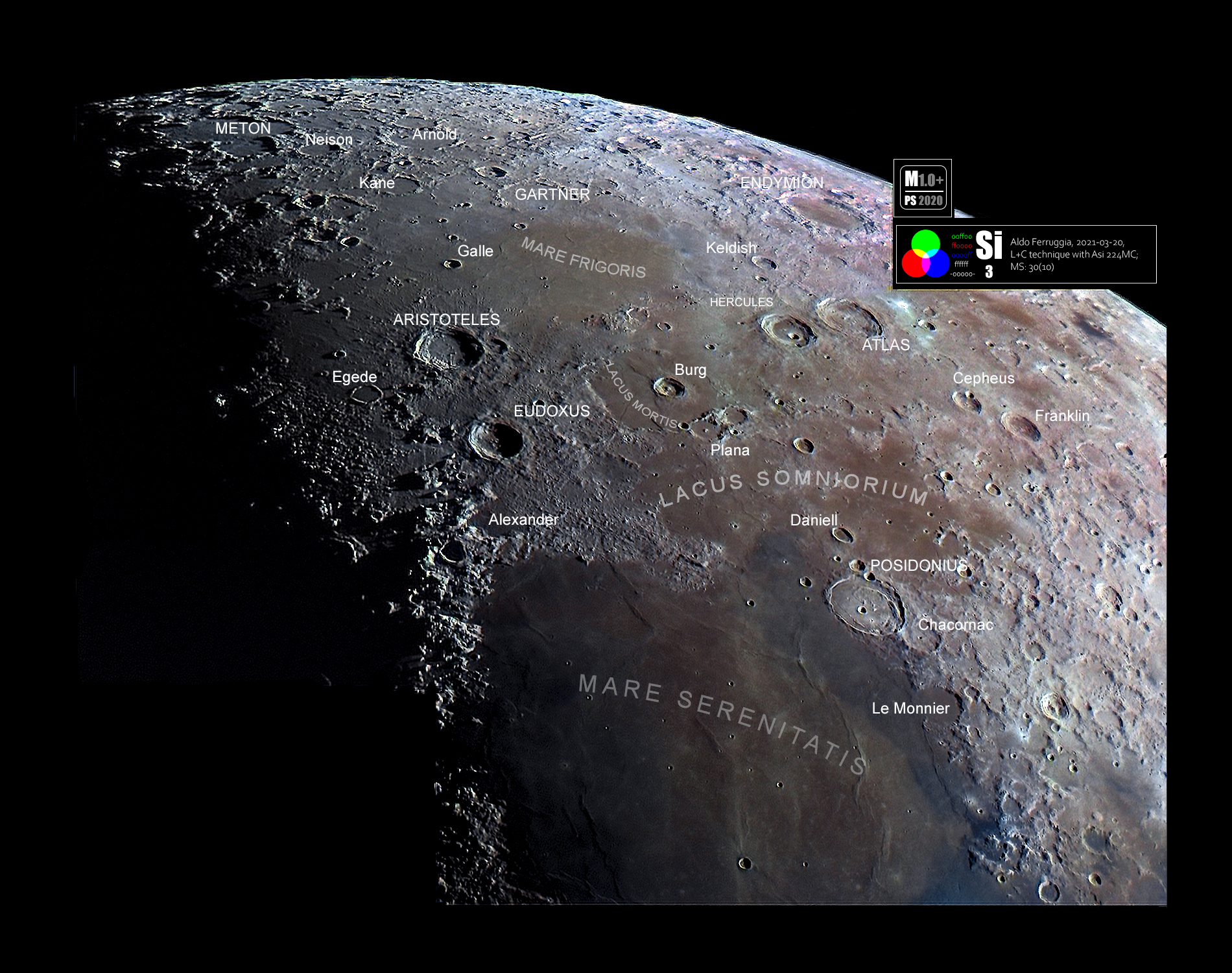
Alexander e la sua zona in immagine selenocromatica

Alexander è un cratere lunare intitolato al re e condottiero macedone Alessandro Magno; è situato nell'emisfero settentrionale, nell'aspra superficie nel nord del Mare della Serenità. Si trova a sud-sudovest dello sporgente cratere Eudoxus, e ad est-nordest del cratere Calippus.
La formazione Alexander è stato così pesantemente logorata e distorta dal passaggio del tempo che adesso assomiglia a poco più che a una regione pianeggiante racchiusa da montagne scoscese. Il bordo giace lungo le sezioni nordoccidentale, occidentale e meridionale, mentre il lato orientale è aperto alla superficie circostante. I muri rimasti sono di forma all'incirca rettangolare, con i monti più  prominenti nel nordovest.
Il fondo del cratere è più liscio e ha un'albedo più scura nella metà occidentale, e diventa gradualmente più chiaro e più craterizzato andando verso est. Non ci sono crateri significativi entro il perimetro di questa formazione, sebbene ci siano molti piccoli crateri satelliti nella zona orientale più ruvida.

## Crateri correlati
Alcuni crateri minori situati in prossimità di Alexander sono convenzionalmente identificati, sulle mappe lunari, attraverso una lettera associata al nome.
| Alexander | Coordinate            | Diametro (in km) |
| --------- | --------------------- | ---------------- |
| A         | 40°46′48″N 14°56′24″E | 3,99             |
| B         | 40°16′48″N 15°08′24″E | 3,89             |
| C         | 38°31′12″N 14°57′00″E | 4,23             |
| K         | 40°31′12″N 19°21′00″E | 3,95             |